# Frederik Obreen
Frederik Daniël Otto Obreen (Rotterdam, 28 mei 1840 – Amsterdam, 1 november 1896) was achtereenvolgens adjunct-archivaris en bibliothecaris te Rotterdam, directeur van Museum Boijmans en hoofddirecteur van het Rijksmuseum.

## Levensloop
Obreen werd in 1840 geboren als zoon van Gerrit Obreen en Hendrika Theodora van der Eb. Hij werd voor de handel opgeleid, maar is daarin nooit werkzaam geweest. 
In 1858 werd hij ambtenaar bij de secretarie van Rotterdam. Zijn belangstelling lag echter vooral in de kunst. Hij bezocht in zijn vrije tijd de Rotterdamse tekenacademie, onder leiding van Jan Hendrik van de Laar, Jacob Spoel en T. van Eijsden. In 1864 werd hij op eigen verzoek assistent van de archivaris J.H. Scheffer, waarna hij in 1873 gepromoveerd werd tot adjunct-bibliothecaris-archivaris.
In 1879 werd Obreen benoemd tot de derde directeur van Museum Boijmans. Hij was de eerste directeur die een salaris kreeg, hoewel niet genoeg om zijn functie van adjunct-bibliothecaris-archivaris te kunnen laten vallen. In een halve functie wist hij de gebouwen en opstelling te verbeteren, zorgde voor een eigen restauratieatelier voor de schilderijen, en stelde de catalogus van deze collectie samen.
In 1883 werd hij benoemd tot hoofddirecteur van het Rijksmuseum en daarnaast als directeur van het Rijksmuseum van Schilderijen. Hij verhuisde naar Amsterdam en trouwde in 1884 met Auguste Sophie toe Laer. Zijn eerste taak was de verhuizing van de collecties van het Rijksmuseum van Schilderijen, het Rijksprentenkabinet en het Nederlandsch Museum voor Geschiedenis en Kunst naar het nieuwe gebouw van Pierre Cuypers. Obreen was verantwoordelijk voor de opstelling van de schilderijen. Onder zijn leiding werden 244 nieuwe schilderijen verworven, waaronder De Liefdesbrief van Johannes Vermeer. Hij vervulde deze functie tot zijn onverwachte overlijden in 1896.

## Publicaties
Obreen publiceerde veel over de geschiedenis van Rotterdam. Zijn belangrijkste bijdrage was echter het Archief voor Nederlandsche Kunstgeschiedenis, waaraan verscheidene archivarissen meewerkten, waaronder Abraham Bredius, met als ondertitel verzameling van meerendeels onuitgegeven berichten en mededeelingen betreffende Nederlandsche schilders, plaatsnijders, beeldhouwers, bouwmeesters, juweliers, goud- en zilverdrijvers, smeden, stempelsnijders, tapijtwevers, borduurwerkers, plateelbakkers, ivoorsnijders, glasschilders, ingenieurs, landmeters, kaartmakers, verlichters, lettersnijders, schoonschrijvers, boekbinders, enz., vaak kort aangeduid als Obreen’s Archief.
Belangrijkste publicaties:
- Rotterdamsche Historiebladen (met J.H. Scheffer), Rotterdam 1867.
- Archief voor Nederlandsche Kunstgeschiedenis, Rotterdam 1877-1890.
- Beschrijving der schilderijen enz. in het Museum te Rotterdam, gesticht door M.F.J.O. Boymans, Rotterdam 1883.
- Wegwijzer door 's Rijks Museum te Amsterdam, met teekeningen door W. Steelink en platte gronden, Schiedam 1887.